# 前1180年代
| 千纪： | 前2千纪 |
| 世纪： | 前13世纪 \| 前12世纪 \| 前11世纪                                                                                     |
| 年代： | 前1210年代 \| 前1200年代 \| 前1190年代 \| 前1180年代 \| 前1170年代 \| 前1160年代 \| 前1150年代                       |
| 年份： | 前1189年 \| 前1188年 \| 前1187年 \| 前1186年 \| 前1185年 \| 前1184年 \| 前1183年 \| 前1182年 \| 前1181年 \| 前1180年 |

## 重要事件及趋势
- 前1186年，古埃及第十九王朝结束，第二十王朝开始。
- 前1184年4月24日，传统意义上认为的特洛伊陷落的日期。

## 重要人物
- 祖甲，商朝第二十五任王